# Mark-8

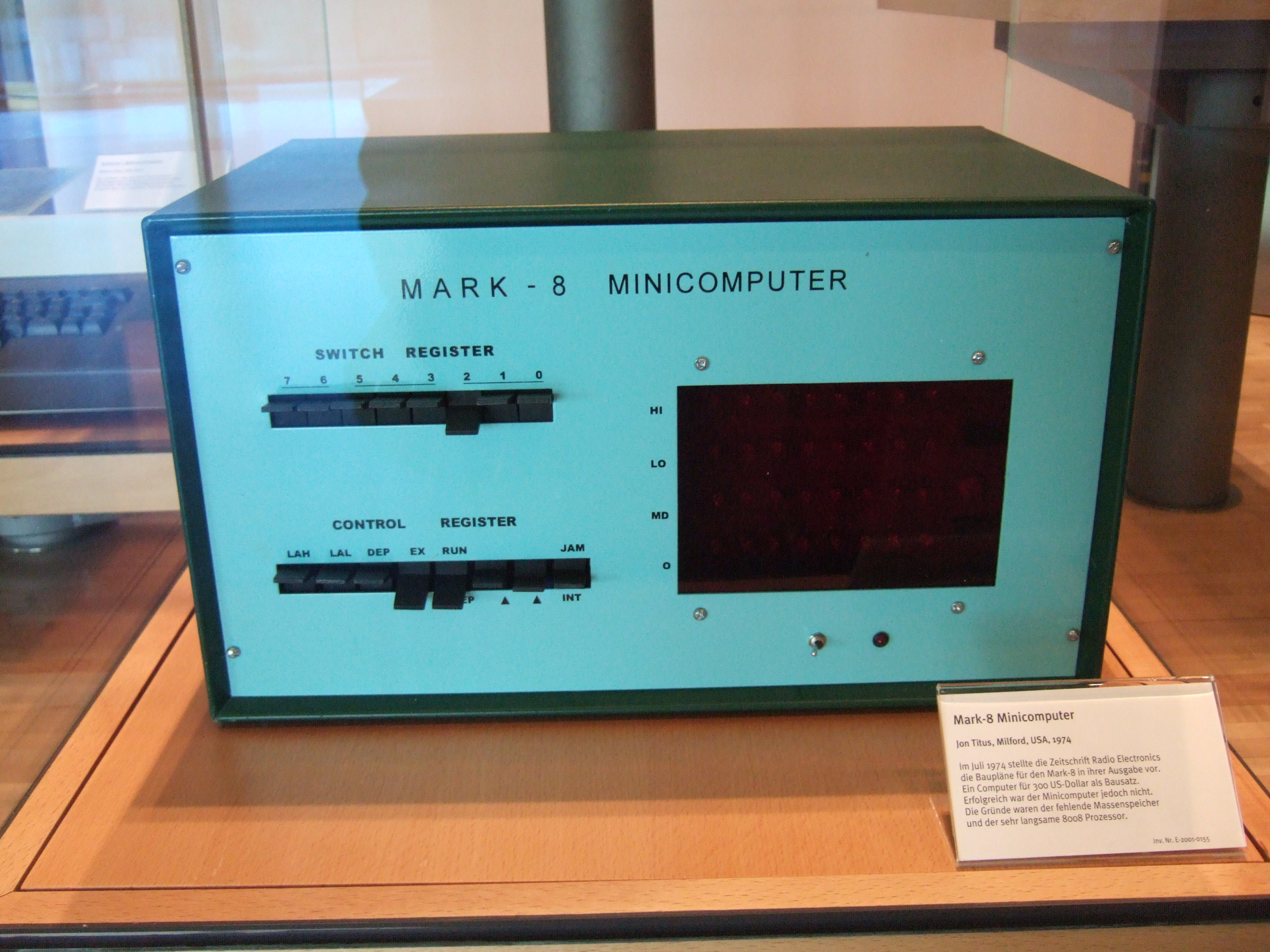
Mark-8.

Mark-8 är en mikrodator från 1974, baserad på Intel 8008 microprocessor (vilken var världens första 8-bitars CPU). Mark-8 designades av Jonathan Titus, en doktorand i kemi vid Virginia Tech. Efter att ha byggt datorn bestämde sig Jonathan Titus för att dela designen med andra intresserade och kontaktade tidskrifterna Radio-Electronics och Popular Electronics. Han blev refuserad av Popular Electronics, men Radio-Electronics var intresserade och publicerade Mark-8 som en byggsats i julinumret 1974.

## Byggsatsen
Mark-8 beskrevs i omslaget för "Radio-Electronics" som "Bygg Mark-8, din personliga minidator”. Tidningen erbjöd ett häfte för $5 med bilder på mönsterkorten och gör-det-själv byggbeskrivning. Jonathan Titus fick ett företag i New Jersey att tillverka en sats mönsterkort till datorn för $50, vilka de skulle leverera till hobbyister efterhand som de beställdes. Komponenter för Mark-8 datorn fick hobbyisterna själv köpa in från olika leverantörer. Ett par tusen byggbeskrivningar och ett hundratal kretskortssatser såldes så småningom.
Mark-8 beskrevs i Radio-Electronics som "Din personliga minidator" då ordet mikrodator vid den tidpunkten inte var ett välkänt begrepp.

Radio-Electronics Mark-8 dator är en komplett minidator vilken kan användas till många ändamål, såsom datainsamling, datamanipulering och övervakning av digitala experiment. Den kan också användas för att skicka data till en stordator eller en terminal.

### Byggsatsens delar
Byggsatsen bestod av sex moduler
- CPU-kort (CPU module)
CPU-kortet innehåller en Intel 8008 mikroprocessor som tillsammans med olika logiska grindar styr de övriga modulerna i Mark-8.
- Minnesadressering / Manuell kontrollenhet (Memory Address / Manual Control module)
Detta kort hanterar minnesadresseringen i Mark-8 och, via omkopplare, styr inmatning av adresser och/eller data samt styr om processorns ska köras i enkelstegsläge eller köras normalt.
- Multiplexad datainmatning (Data Input Multiplexer Module)
Detta kort hantera dataflödet i Mark-8, all data till och från CPU-enheten samt alla ingångar går igenom denna enhet. 8 av ingångarna används för inmatning av data med hjälp av omkopplare som antingen ger en logisk etta ("1") eller en logisk nolla ("0").
- Minneskort (Memory module)
Minneskortet kan hantera upp till 1 kB minne i steg om 256 byte, upp till fyra minnesmoduler kan monteras i datorn vilket ger 4 kB minne.
- Utgångs-enhet (Output Latch module)
Detta kort används för att skicka ut data från Mark-8 till externa enheter t.ex. en teleprinter eller en TV-terminal
- LED-registerdisplay (LED Register Display)
Detta kort visar, med 32 lysdioder, all status i datorn såsom adresser, data och kontrollregister.

## Influenser
Även om Mark-8'an inte var särskilt kommersiellt framgångsrik, fick redaktörerna för tidskriften Popular Electronics överväga att publicera ett liknande men mer lättillgängligt mikrodatorprojekt, och bara sex månader senare, i januari 1975, genomförde de sina planer och tillkännagav Altair 8800.
Mark-8 datorn finns med i National Museum Of American History och i Smithsonian Institutions "Information Age"-display